# Хедесбах
Хедесбах (њем. Heddesbach) општина је у њемачкој савезној држави Баден-Виртемберг. Једно је од 54 општинска средишта округа Рајн-Некар. Према процјени из 2010. у општини је живјело 493 становника. Посједује регионалну шифру (AGS) 8226027.

## Географски и демографски подаци
Хедесбах се налази у савезној држави Баден-Виртемберг у округу Рајн-Некар. Општина се налази на надморској висини од 204 метра. Површина општине износи 8,2 km². У самом мјесту је, према процјени из 2010. године, живјело 493 становника. Просјечна густина становништва износи 60 становника/km².

## Међународна сарадња
| Мјесто      | Држава    | Врста сарадње | Од    |
| ----------- | --------- | ------------- | ----- |
| Шато Ландон | Француска | партнерство   | 1981. |
| Извор       |           |               |       |